# سكوت سميث (عازف باس)
سكوت سميث هو عازف باس كندي، ولد في 13 فبراير 1955 في وينيبيغ في كندا، وتوفي في 30 نوفمبر 2000.

## وصلات خارجية
- سكوت سميث على موقع ميوزك برينز (الإنجليزية)
- سكوت سميث على موقع ديسكوغز (الإنجليزية)